# Eophrixus nigrocinctus
Eophrixus nigrocinctus är en kräftdjursart som först beskrevs av Goverdhan Lal Chopra 1923.  Eophrixus nigrocinctus ingår i släktet Eophrixus och familjen Bopyridae. Inga underarter finns listade i Catalogue of Life.